# Cessna CW-6
Cessna CW-6 − американский пассажирский самолёт компании «Cessna».

## История
После разработки четырёхместной модели A компания «Cessna» разработала шестиместный самолёт Model CW-6.
Самолёт впервые поднялся в воздух в ноябре 1928 года. Был оснащён радиальным двигателем Wright Whirlwind J-5 мощностью 220 л. с. (164 кВт).
Самолёт впервые был показан на автосалоне 1929 года в городе Уичито, штат Канзас. Также была разработана более компактная четырёхместная версия Cessna DC-6.

## Технические характеристики
Данные из спецификаций производителей американских коммерческих самолётов, составленные «Aviation»:

### Общие характеристики
- Экипаж: 1
- Вместимость: 5 пассажиров
- Длина: 8,94 м
- Размах крыла: 13,21 м
- Высота: 2,49 м
- Площадь крыла: 27,5 м²
- Пустой вес: 987 кг
- Полная масса: 1792 кг
- Ёмкость топливного бака: 300 л
- Силовая установка: 1 × Wright J-6 Whirlwind, 300 л. с. (220 кВт)

### Лётные характеристики
- Максимальная скорость: 238 км/ч
- Крейсерская скорость: 190 км/ч
- Дальность: 980 км
- Практический потолок: 5,300 м
- Скорость подъёма: 4,6 м/с